# The Brimstone Sluggers
The Brimstone Sluggers è il terzo album in studio del gruppo musicale statunitense Crazy Town, pubblicato nel 2015.

## Antefatti
I Crazy Town si sciolsero nel 2003, un anno dopo la pubblicazione di Darkhorse, anche perché la loro casa discografica non aveva apprezzato la mancata realizzazione di singoli paragonabili, in fatto di popolarità, alla hit "Butterfly". Il gruppo si è riformato alla fine del 2007, e ha poi annunciato nel 2013 la lavorazione del disco The Brimstone Sluggers. Il titolo dell'album è un omaggio al gruppo dove cantavano i due cantanti fondatori, Epic Mazur e Shifty Shellshock, prima di fondare i Crazy Town.

## Promozione
Il gruppo pubblicò una serie di teaser promozionali nel 2013, per annunciare l’uscita del terzo album. Un anno dopo cominciarono a esibirsi in Europa per la promozione, e a dicembre dello stesso anno pubblicarono il singolo di lancio "Megatron", che diventò il tema del programma televisivo Impact. A luglio pubblicarono un altro singolo, "Backpack". L'album uscì il 28 agosto 2015 per conto dell'etichetta discografica Membran Records, trainato dal singolo "Born to Raise Hell" con un video pubblicato a settembre. A fine di promozione il gruppo si esibì anche in concerto in Germania, e poi anche in Italia.

## Descrizione
Secondo l'ex cantante Epic Mazur, l'album rappresenta il seguito stilistico del debutto The Gift of Game. A differenza di Darkhorse, che presenta un'impronta più vicina al rock tradizionale, The Brimstone Sluggers è maggiormente incentrato su sonorità hip hop e presenta collaborazioni coi rapper Madchild e Bishop Lamont.
L'ex componente DJ AM, morto nel 2009, collaborò alla traccia "Born to Raise Hell", e il chitarrista dei No Doubt Tom Dumont ha aggiunto parti di voce e chitarra nel brano "Ashes". Le tracce "Come Inside", "Lemonface", la succitata "Born to Raise Hell" e le due versioni di "Megatron" rappresentano vie di mezzo tra gli stili sonori dei primi due album, aggiornate però a canoni più moderni.

## Accoglienza
James Christopher Monger di AllMusic diede all'album due stelle e mezzo su cinque, dicendo che "si tratta di un tentativo prevedibile di aggiornare le sonorità del debutto, specie con brani come "A Little More Time," "Backpack" e "Born to Raise Hell", ma ormai sono passati 13 anni dalla seconda prova, e il genere ha fatto il suo tempo." Philip Whitehead di Rock Sins diede all'album cinque stelle su dieci, considerando il disco un notevole miglioramento rispetto agli album del passato, aggiungendo però che "c’è ancora molto da fare per migliorare la reputazione, soprattutto per quanto riguarda i testi." La rivista Ultimate Guitar Archive diede all'album 6,3  punti su 10, criticando l'omaggio a celebrità decedute come Amy Winehouse, Heath Ledger e Robin Williams e concludendo che "le tracce si rifanno troppo agli esordi, nonostante il tentativo di aggiornarsi."

## Tracce
Testi di Seth Binzer e Bret "Epic" Mazur
1. Come Inside - 3:18
2. Light the Way - 3:46
3. Born to Raise Hell - 3:32 - featuring J. Angel and DJ AM
4. Ashes - 3:40 - featuring Tom Dumont
5. Megatron - featuring Boondock - 3:42
6. Backpack - 4:15 - featuring Bishop Lamont & Fann
7. A Little More Time - 3:40 - featuring Koko Laroo
8. The Keys - 3:36 - featuring Madchild
9. Lemonface - 3:49
10. Baby You Don't Know - 3:10 - featuring Fann
11. My Place - 3:08
12. West Coast - 3:41
13. Megatron [Alternate version] -  3:46 - featuring Boondock
14. Hit That Switch - 3:47 - traccia bonus edizione deluxe
15. Ain't No Stopping Us - 3:41 - traccia bonus edizione deluxe

## Formazione
Crazy Town
- Shifty Shellshock - voce, rapping, giradischi, campionatore, produzione
- Epic Mazur - voce, rapping

Altri
- DJ AM - giradischi e campionamenti per "Born to Raise Hell"
- J. Angel - voce per "Born to Raise Hell"
- Bishop Lamont - voce per "Backpack"
- Fann - voce per "Backpack" e "Baby You Don't Know"
- Tom Dumont - chitarra e voce per "Ashes"
- Koko Laroo - voce per "A Little More Time"
- Madchild - voce per "The Keys"
- Boondock - voce per "Megatron"
- DJ R1CKONE - giradischi e campionamenti per "A Little More Time", "My Place" e "Come Inside"